# Silene acaulis
Silene acaulis (L.) Jacq., 1762 è una pianta a cuscino appartenente alla famiglia delle Caryophyllaceae.

## Distribuzione e habitat
Cresce in ambienti montani, in Nord America e nella maggior parte dei paesi europei.

## Tassonomia
Sono note le seguenti sottospecie:
- Silene acaulis subsp. acaulis
- Silene acaulis subsp. bryoides (Jord.) Nyman
- Silene acaulis subsp. vanensis Özgökçe & Kit Tan